# Short Peace
Short Peace (ショート・ピース) é um filme japonês lançado em 2013. É dividido em quatro segmentos: Tsukumo, Combustible, Gambo e Buki yo Saraba.

## Prêmios e indicações
| Ano  | Prêmio                    | Categoria                         | Resultado |
| ---- | ------------------------- | --------------------------------- | --------- |
| 2014 | Oscar                     | Melhor curta-metragem de animação | Indicado  |
| 2013 | Japan Media Arts Festival | Melhor curta-metragem de anime    | Venceu    |
| 2013 | Mainichi Film Awards      | Melhor segmento, Combustible      | Venceu    |